# Francesco Lisi (calciatore)
Francesco Lisi (Roma, 3 settembre 1989) è un calciatore italiano, difensore o centrocampista del Perugia.

## Biografia
Era cognato di Vigor Bovolenta, pallavolista scomparso nel 2012. Pochi giorni dopo la sua morte gli ha dedicato un gol realizzato con la maglia del Piacenza, venendo per questo ammonito e successivamente espulso.

## Caratteristiche tecniche
Impiegato per tutta la parte iniziale della carriera come esterno di centrocampo o d'attacco, soprattutto a sinistra, si è successivamente trasformato in terzino sinistro. È dotato di buona corsa e abilità tecnica, soprattutto nel dribbling e nell'uno contro uno.

## Carriera
Cresciuto nelle giovanili del Piacenza, nell'estate del 2009 viene mandato in prestito al Rodengo Saiano, dove rimane per due stagioni di Lega Pro Seconda Divisione. Nel 2011 fa rientro ai biancorossi emiliani, nel frattempo retrocessi in Lega Pro Prima Divisione, con cui debutta il 6 agosto nella partita vinta per 3-0 contro il Pontedera valida per il primo turno di Coppa Italia. Segna la sua prima rete con i piacentini il 13 novembre 2011 nella partita casalinga pareggiata per 1-1 contro il Frosinone. Affermatosi come titolare nell'undici allenato da Francesco Monaco nel ruolo di esterno sinistro di centrocampo, disputa 30 partite di campionato e una nei play-out, realizzando la rete decisiva nella gara d'andata contro il Prato.
Al termine del campionato resta svincolato a seguito del fallimento del Piacenza e viene ingaggiato dal Como, militante ancora in Prima Divisione. Debutta con i lariani il 19 agosto 2012 nella partita vinta per 4-2 sul campo del Monza valida per la fase a gironi di Coppa Italia Lega Pro, mentre il 2 ottobre successivo mette a segno la sua prima rete con la maglia comasca nella partita casalinga vinta per 1-0 contro il Casale valida per il primo turno ad eliminazione diretta di Coppa Italia Lega Pro. Dopo una sola stagione con i lariani resta senza contratto, e nel settembre 2013 scende in Serie D con la maglia del Bisceglie; dopo aver debuttato con i pugliesi il 15 settembre successivo, nella partita persa per 1-0 sul campo del Monospolis, rimane in squadra pugliesi solo per la prima parte della stagione 2013-2014, perché nel gennaio 2014 torna tra i professionisti con l'Aprilia in Seconda Divisione, squadra con cui debutta il 19 gennaio 2014 nella partita pareggiata per 1-1 contro il Martina.
La formazione laziale non evita la retrocessione al termine del campionato, e nell'estate del 2014 Lisi fa ritorno al Piacenza in Serie D. Con i biancorossi, allenati ancora da Monaco e successivamente da Luciano De Paola, disputa una stagione positiva totalizzando 8 reti in 32 partite. Nell'estate successiva ritorna quindi a militare in terza serie firmando con il Rimini con cui debutta il 13 agosto successivo nella partita casalinga per 2-1 contro il Santarcangelo valida per la fase a gironi di Coppa Italia Lega Pro. Dopo aver totalizzato 17 presenze tra campionato e coppa, con due reti in campionato, rispettivamente contro Teramo e Ancona, nel gennaio 2016 si trasferisce alla Juve Stabia Debutta con i campani il 31 gennaio 2016 nella sfida casalinga con il Catanzaro terminata per 1-1. Il 20 febbraio successiva, nella vittoria per 6-0 contro il Martina mette a segno siglando una doppietta le prime reti con i gialloneri. Con le vespe gioca fino al gennaio 2018, rendendosi protagonista di prestazioni di alto livello soprattutto nella stagione 2017-2018 nella quale realizza 8 reti.
Nel gennaio 2018, in scadenza di contratto con i campani, viene ceduto al Pisa, sempre in Serie C. Debutta con i toscani il 4 febbraio successivo nella vittoria per 1-0 contro il Cuneo. Il 5 dicembre 2018 mette a segno la sua prima marcatura con il Pisa, nella partita persa per 3-2 contro il Novara valida per il quarto turno di Coppa Italia. Con la maglia dei nerazzurri ottiene la promozione in Serie B dopo i playoff nel campionato 2018-2019, confermandosi titolare come terzino sinistro anche nella successiva stagione cadetta. Nella sua prima stagione in Serie B totalizza 4 reti in 34 partite, a cui si aggiunge una presenza in Coppa Italia, affermandosi come una delle rivelazioni del campionato. La stagione successiva, nella quale, impiegato in un ruolo più difensivo, non ripete le prestazioni dell'annata precedente, colleziona 1 rete in 29 presenze di campionato a cui si aggiungono due apparizioni in Coppa Italia.
Il 13 luglio 2021 viene acquistato dal Perugia, con cui firma un contratto valido fino al 30 giugno 2024. Debutta con gli umbri l'8 agosto successivo nella partita vinta per 1-0 contro il Südtirol valida per il turno preliminare di Coppa Italia. La settimana successiva, il 13 agosto, segna la sua prima rete per i grifoni, nella partita persa per 3-2 sul campo del Genoa valida per i trentaduesimi di finale della manifestazione. Dopo una prima parte della stagione giocata da titolare e una seconda parte in cui si alterna con Beghetto, totalizza 3 reti in 31 presenze in campionato e una rete in due presenze in Coppa Italia. Nella stagione 2022-2023, al termine della quale gli umbri retrocedono in Serie C segna 3 reti in 26 presenze di campionato, alle quali si aggiunge una presenza senza segnature in Coppa Italia. Nonostante la retrocessione, nell'estate 2023 prolunga il proprio contratto con i grifoni fino al 2026, chiudendo poi la stagione in terza serie con 3 reti in 32 presenze di campionato alle quali si aggiungono una rete in tre apparizioni nei play-off e una rete in due partite di Coppa Italia Serie C.

## Statistiche

### Presenze e reti nei club
Statistiche aggiornate al 27 aprile 2025.
| Stagione              | Squadra               | Campionato            | Campionato | Campionato | Coppe nazionali | Coppe nazionali | Coppe nazionali | Coppe continentali | Coppe continentali | Coppe continentali | Altre coppe | Altre coppe | Altre coppe | Totale | Totale |
| Stagione              | Squadra               | Comp                  | Pres       | Reti       | Comp            | Pres            | Reti            | Comp               | Pres               | Reti               | Comp        | Pres        | Reti        | Pres   | Reti   |
| --------------------- | --------------------- | --------------------- | ---------- | ---------- | --------------- | --------------- | --------------- | ------------------ | ------------------ | ------------------ | ----------- | ----------- | ----------- | ------ | ------ |
| 2009-2010             | Rodengo Saiano        | 2D                    | 22         | 4          | CI-LP           | 1+              | 1               | -                  | -                  | -                  | -           | -           | -           | 23+    | 5      |
| 2010-2011             | Rodengo Saiano        | 2D                    | 18         | 0          | CI-LP           | 0+              | 0               | -                  | -                  | -                  | -           | -           | -           | 18     | 0      |
| Totale Rodengo Saiano | Totale Rodengo Saiano | Totale Rodengo Saiano | 40         | 4          |                 | 1+              | 1               |                    | -                  | -                  |             | -           | -           | 41+    | 5      |
| 2011-2012             | Piacenza              | 1D                    | 30+1       | 2+1        | CI+CI-LP        | 1+3             | 0+1             | -                  | -                  | -                  | -           | -           | -           | 35     | 4      |
| 2012-2013             | Como                  | 1D                    | 21         | 1          | CI-LP           | 4               | 1               | -                  | -                  | -                  | -           | -           | -           | 25     | 2      |
| 2013-gen.2014         | Bisceglie             | D                     | 9          | 0          | CI-D            | 1               | 0               | -                  | -                  | -                  | -           | -           | -           | 10     | 0      |
| gen.-giu. 2014        | Aprilia               | 2D                    | 10         | 0          | CI-LP           | -               | -               | -                  | -                  | -                  | -           | -           | -           | 10     | 0      |
| 2014-2015             | Piacenza              | D                     | 32+2       | 8          | CI-D            | 2               | 0               | -                  | -                  | -                  | -           | -           | -           | 36     | 8      |
| Totale Piacenza       | Totale Piacenza       | Totale Piacenza       | 62+3       | 10+1       |                 | 6               | 1               |                    | -                  | -                  |             | -           | -           | 71     | 12     |
| 2015-gen. 2016        | Rimini                | LP                    | 15         | 2          | CI-LP           | 2               | 0               | -                  | -                  | -                  | -           | -           | -           | 17     | 2      |
| gen.-giu. 2016        | Juve Stabia           | LP                    | 15         | 4          | CI-LP           | -               | -               | -                  | -                  | -                  | -           | -           | -           | 15     | 4      |
| 2016-2017             | Juve Stabia           | LP                    | 35+3       | 8          | CI+CI-LP        | 2+1             | 0+1             | -                  | -                  | -                  | -           | -           | -           | 41     | 9      |
| 2017-gen. 2018        | Juve Stabia           | C                     | 21         | 1          | CI+CI-C         | 1+0             | 0               | -                  | -                  | -                  | -           | -           | -           | 22     | 1      |
| Totale Juve Stabia    | Totale Juve Stabia    | Totale Juve Stabia    | 71+3       | 12         |                 | 4               | 1               |                    | -                  | -                  |             | -           | -           | 78     | 13     |
| gen.-giu. 2018        | Pisa                  | C                     | 12+2       | 0          | CI+CI-C         | -               | -               | -                  | -                  | -                  | -           | -           | -           | 14     | 0      |
| 2018-2019             | Pisa                  | C                     | 34+5       | 2          | CI+CI-C         | 4+3             | 1+0             | -                  | -                  | -                  | -           | -           | -           | 46     | 3      |
| 2019-2020             | Pisa                  | B                     | 34         | 4          | CI              | 1               | 0               | -                  | -                  | -                  | -           | -           | -           | 35     | 4      |
| 2020-2021             | Pisa                  | B                     | 29         | 1          | CI              | 2               | 0               | -                  | -                  | -                  | -           | -           | -           | 31     | 1      |
| Totale Pisa           | Totale Pisa           | Totale Pisa           | 109+7      | 7          |                 | 10              | 1               |                    | -                  | -                  |             | -           | -           | 126    | 7      |
| 2021-2022             | Perugia               | B                     | 31         | 3          | CI              | 2               | 1               | -                  | -                  | -                  | -           | -           | -           | 33     | 4      |
| 2022-2023             | Perugia               | B                     | 26         | 3          | CI              | 1               | 0               | -                  | -                  | -                  | -           | -           | -           | 27     | 3      |
| 2023-2024             | Perugia               | C                     | 32+3       | 3+1        | CI-C            | 2               | 1               | -                  | -                  | -                  | -           | -           | -           | 37     | 5      |
| 2024-2025             | Perugia               | C                     | 26         | 3          | CI-C            | 3               | 0               | -                  | -                  | -                  | -           | -           | -           | 29     | 3      |
| Totale Perugia        | Totale Perugia        | Totale Perugia        | 115+3      | 12+1       |                 | 8               | 2               |                    | -                  | -                  |             | -           | -           | 126    | 15     |
| Totale carriera       | Totale carriera       | Totale carriera       | 468        | 51         |                 | 35+             | 7               |                    | -                  | -                  |             | -           | -           | 503+   | 58     |